# Greifenburg
Greifenburg es una localidad del distrito de Spittal an der Drau, en el estado de Carintia, Austria, con una población estimada a principio del año 2018 de 1736 habitantes. 
Se encuentra ubicada al noroeste del estado, sobre el Hohe Tauern —una cordillera en la zona central de los Alpes—, cerca de la frontera con los estados de Tirol y Salzburgo.

## Galerìa

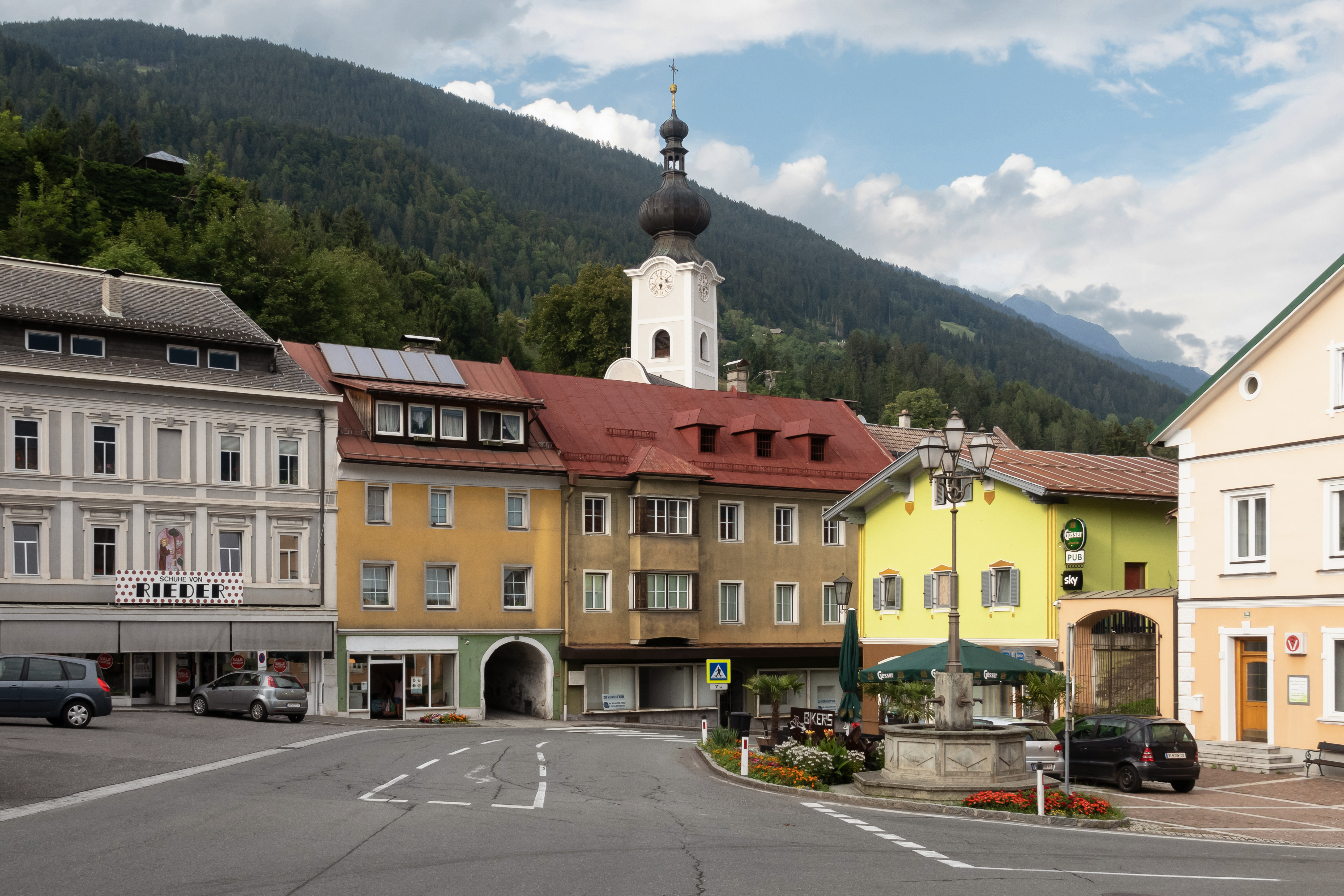
Greifenburg, vista de la Drautalstrasse desde hotel Rossman con la iglesia catolica (Pfarrkirche Sankt Katharina)
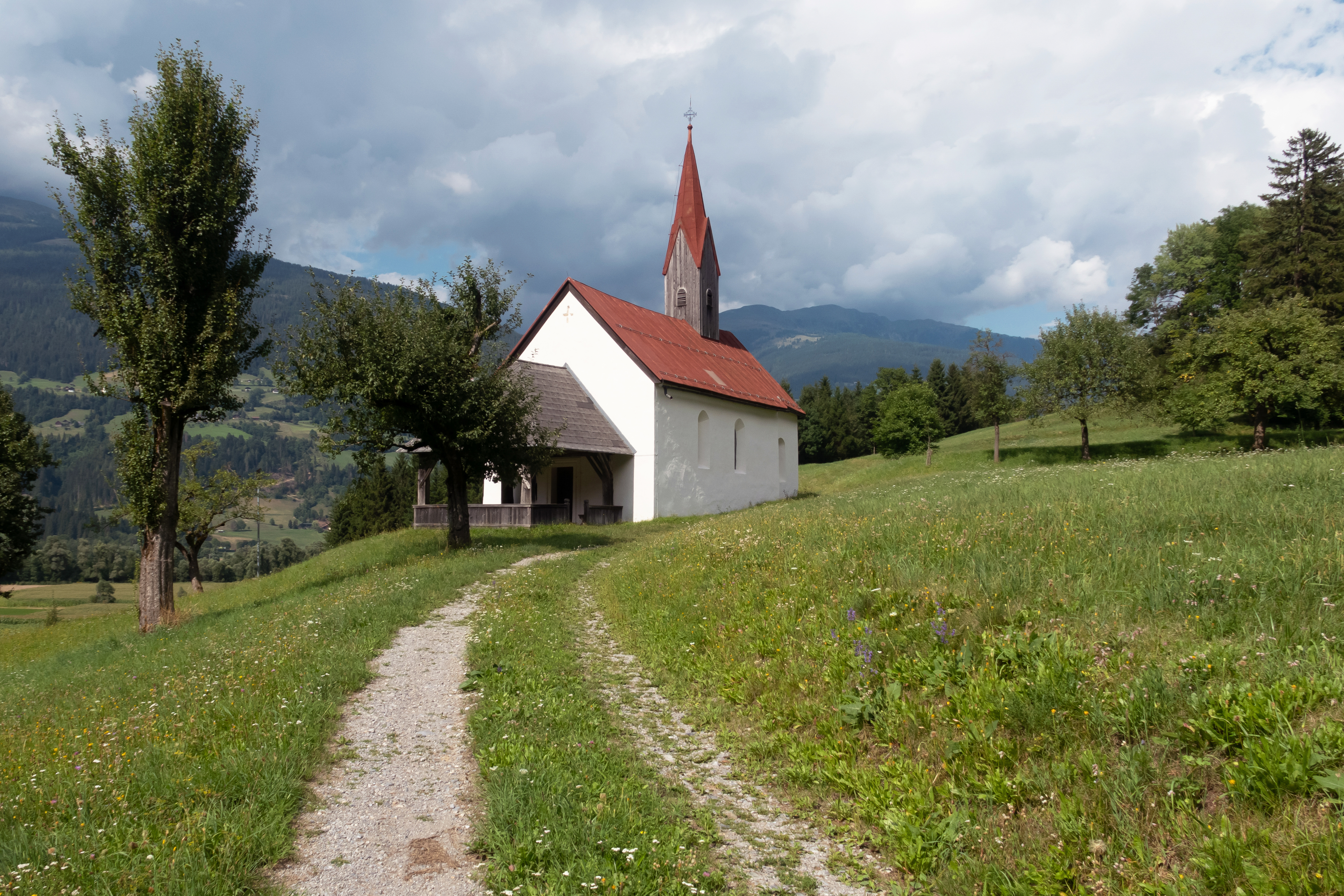
Amlach, la capilla: Dreifaltigkeitskapelle
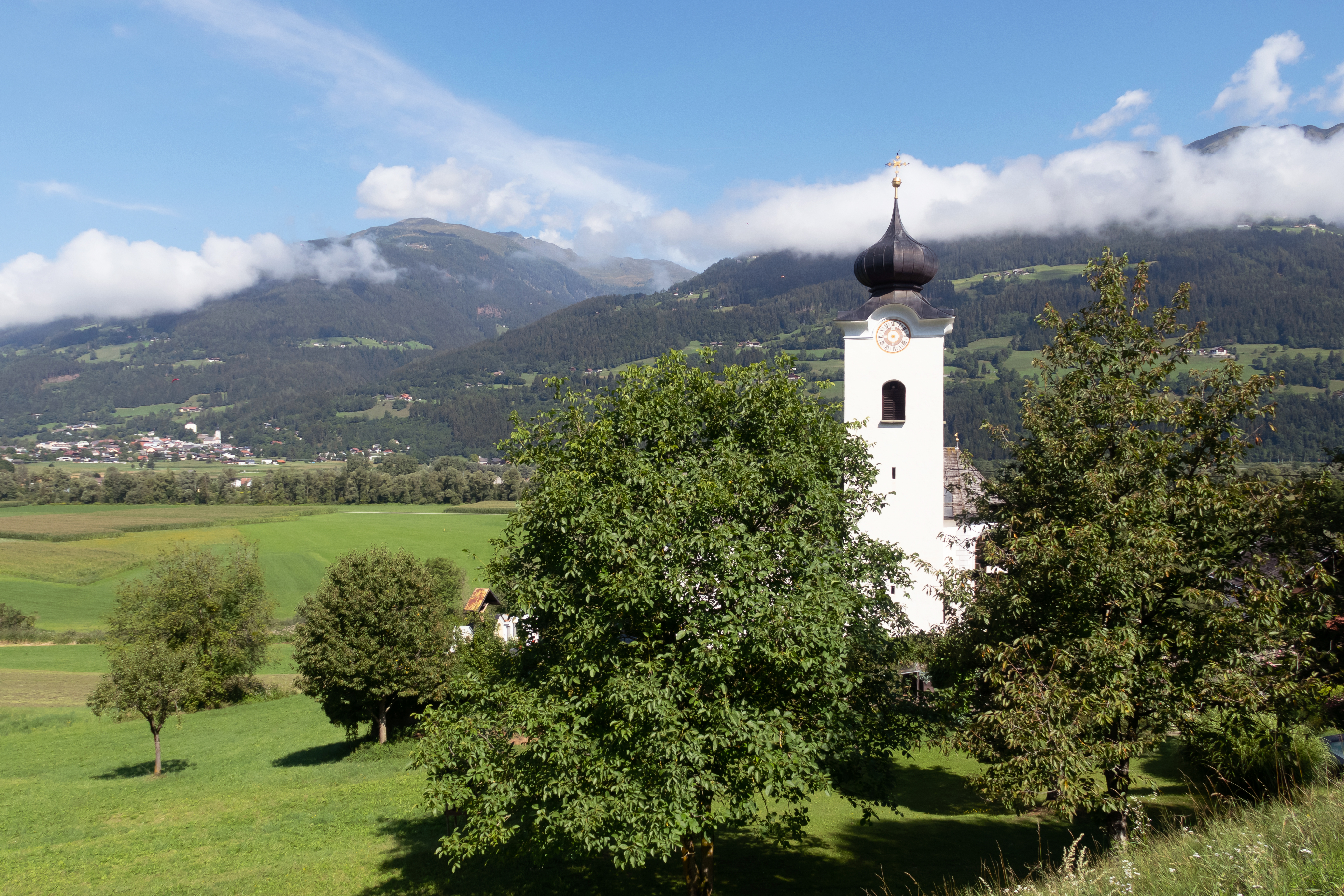
Waisach, la iglesia catolica: Pfarrkirche Sankt Nikolaus